# Henry Knox
Henry Knox (25. července 1750 Boston – 21. října 1806 Thomaston) byl americký důstojník v Americké válce za nezávislost a posléze první americký ministr války.
Narodil se a byl vychováván v Bostonu v Massachusetts a posléze se zde stal knihkupcem. Z knih také v tu dobu čerpal znalosti z historie vojenství a stal se členem místního dělostřeleckého sboru. Když začala Americká válka za nezávislost, stal se přítelem generála George Washingtona a posléze byl hlavním velitelem dělostřelectva americké armády. Osobně se zúčastnil mnoha tažení a kromě toho také založil cvičná střediska pro dělostřelce a výrobny zbraní, čímž také výrazně přispěl k úspěchu ve válce.
Po přijetí ústavy Spojených států amerických se stal ve vládě prezidenta Washingtona prvním ministrem války. V této roli dohlížel na stavbu pobřežních opevnění a na akceschopnost místních domobran. Kromě toho měl také na starosti vztahy s Indiány.
V roce 1795 odešel na odpočinek a v roce 1806 zemřel po spolknutí kuřecí kosti na infekci.